# Список кардиналов, возведённых папой римским Николаем II

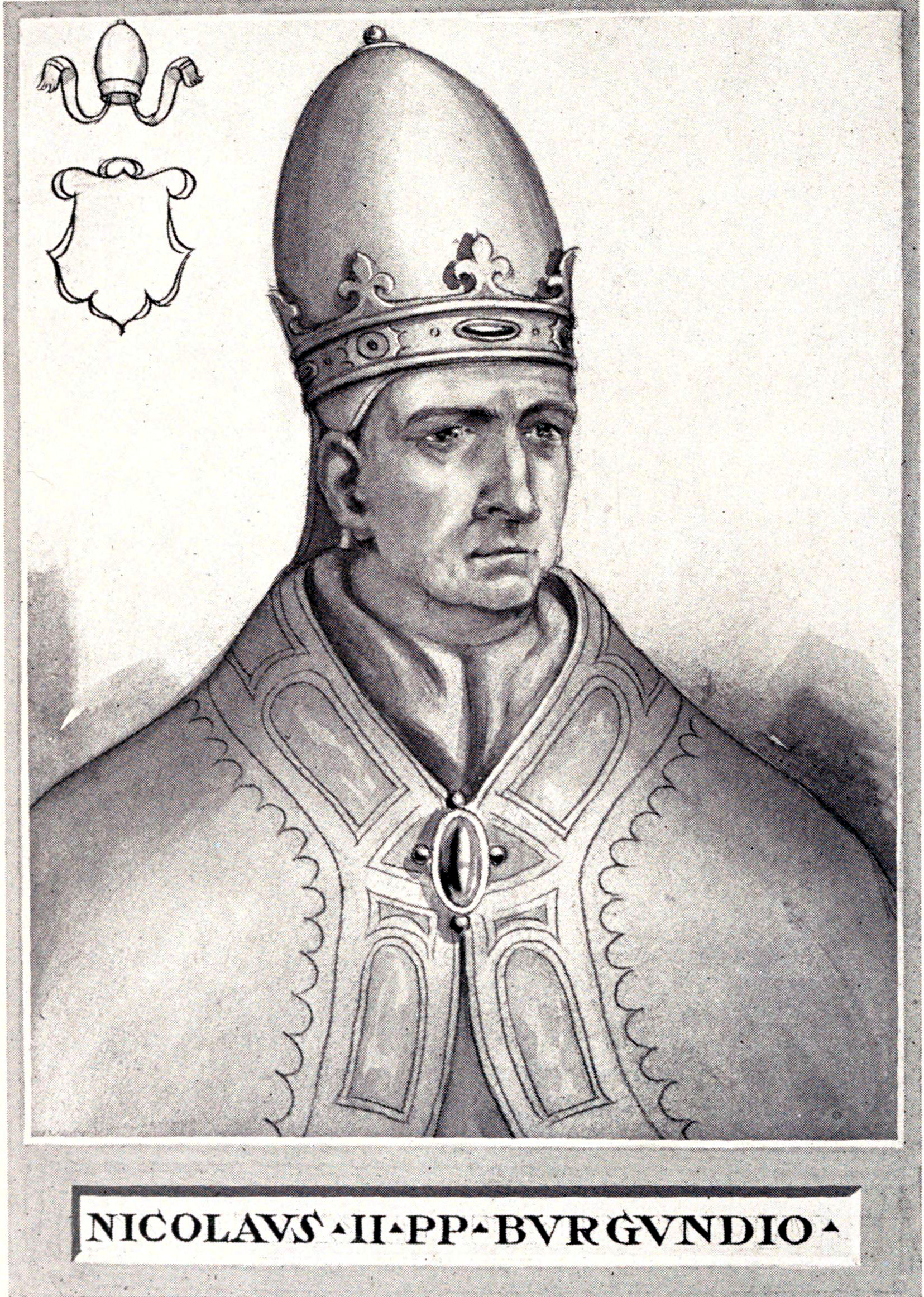
Папа Николай II

Кардиналы, возведённые Папой римским Николаем II — 13 прелатов, клириков и мирян были возведены в сан кардинала на трёх Консисториях за два с половиной года понтификата Николая II.
Самой большой консисторией, была Консистория от 1060 года, на которой было назначено семь кардиналов.

## История
Папа Николай II, епископ Флорентийский Жерар де Шеврон, не был кардиналом, когда был избран Папой в декабре 1058 года. На Латеранском синоде 13 апреля 1059 года он обнародовал декрет «In nomine Domini», который дал кардиналам-епископам исключительное право избирать римского понтифика. Затем должны были быть приведены другие кардиналы, а остальное духовенство и народ должны были дать своё согласие на избрание. Было смутное упоминание о праве императора утверждать избрание, которое должно было быть предоставлено каждому преемнику, и которое могло быть потеряно, если его неправильно использовать. С тех пор кардиналы были вторыми в иерархии Церкви, уступая только Папе. Николай II умер 27 июля 1061 года.

## Консистория от 1059 года
- Гилберт (епископ Лабьяко или Фраскати);
- Дезидерий, O.S.B.Cas., аббат Монтекассино (кардинал-священник церкви Санта-Чечилия);[1]
- Гильдебранд, O.S.B. (кардинал-дьякон с титулярной диаконией Санта-Мария-ин-Домника);[2]
- Одеризио ди Монтекассино, O.S.B.Cas. (кардинал-дьякон с титулярной диаконией Сант-Агата-алла-Субурра)[3]

## Консистория от 1060 года
- Бруно (кардинал-епископ Палестрины);
- Григорий (субурбикарная епархия неизвестна, возможно Веллетри);
- Бонифаций (епископ Габьо);
- Ландольф (титулярная церковь неизвестна);
- Иоанн (титулярная церковь неизвестна);
- Гвидо (кардинал-священник церкви Санти-Сильвестро-э-Мартино-ай-Монти);
- Бернард (титулярная диакония неизвестна).

## Консистория от 1061 года
- Гауденций (кардинал-священник церкви Сант-Анастазия);
- Джованни Минуццо (кардинал-священник церкви Санта-Мария-ин-Трастевере).